# جاجاهوایچو
جاجاهوایچو (به اسپانیایی: Jajahuaycho) یک کوه در پرو است که در پرو واقع شده‌است. جاجاهوایچو ۵٬۲۰۰ متر بالاتر از سطح دریا واقع شده‌است.